# Årøsund
Årøsund (deutsch Aarösund) ist ein Dorf in der Kirchspielsgemeinde (dän.: Sogn)  Øsby Sogn in Nordschleswig im südlichen Dänemark, 15 Kilometer östlich von Haderslev. Bis 1970 gehörte es zur Harde Haderslev Herred im damaligen Haderslev Amt, danach zur Haderslev Kommune im damaligen Sønderjyllands Amt, die im Zuge der Kommunalreform zum 1. Januar 2007 in der „neuen“  Haderslev Kommune in der Region Syddanmark aufgegangen ist. Im Årøsund leben 295 Einwohner (Stand:1. Januar 2023).

## Årø Sund
Årø Sund ist ein schmaler Sund im Kleinen Belt zwischen dem Ort Årøsund in Sønderjylland und der Insel Årø, südlich des Haderslev Fjord. Er ist zwischen 300 Meter und einem Kilometer breit und hat eine Tiefe von bis zu 25 Metern. Seit dem Mittelalter führen die Fährstrecken nach Assens auf Fünen und nach Haderslev im Westen durch den Sund.
Kong Valdemars Jordebog berichtet bereits 1231 von einer königlichen Fähre zwischen Årøsund und Assens. Die königliche Post bestimmte 1640, dass die Fähre Assens–Årøsund vor der Fähre Middelfart–Snoghøj ein Teil der Hauptpoststrecke zwischen Kopenhagen–Hamburg sei.